# Antoine Haddad
Pour les articles homonymes, voir Haddad.
Antoine Haddad (arabe : أنطوان حداد), né en 1954, est un homme politique libanais.

## Biographie
Docteur en chimie industrielle de l'université Pierre-et-Marie-Curie puis de l'université Alphonse X le Sage (es) de Madrid. Il est spécialiste en questions de développement socioéconomique.
Auteur de La pauvreté au Liban (ESCWA – 1996), il est président de la commission ecclésiastique pour le développement au sein du Conseil des Églises du Moyen-Orient.
Membre fondateur du Mouvement du renouveau démocratique de Nassib Lahoud et secrétaire général du mouvement depuis 2001, il participa activement à la Révolution du Cèdre en 2005 et aux négociations entre les différentes composantes des forces de l'Alliance du 14 Mars.
En 2007, il dirige la campagne présidentielle de son ami Nassib Lahoud, campagne qui se solda par le retrait de cette candidature après que l'Alliance du 14 Mars eut soutenu le général Michel Sleimane.